# Sipan Xiraz
 Sipan Xiraz (armeni: Սիփան Շիրազ, Yerevan, 1967 - Yerevan, 25 de juny de 1997) fou un poeta, pintor i escultor armeni.

## Biografia
El seu pare era el poeta Hovhannès Xiraz. Estudià a l'Institut d'Art de Yerevan. Treballà a la ràdio de Yerevan i era membre de la Unió d'escriptors d'Armènia. Mort als 29 anys, està enterrat al cementiri central de Yerevan.